# 대지진 (1974년 영화)
《대지진》(영어: Earthquake)은 1974년 개봉한 미국의 재난 드라마 영화이다. 영화 속 대지진이 단순한 천재지변이 아니라 인간 관계의 황폐를 경고하는 하늘의 계시로서 포착되어 있으며, 미국 문명에 대한 반성의 자세가 크게 부각되어 있다.

## 줄거리
건축 회사의 부사장 스튜어트(찰턴 헤스턴 분)는 사장의 딸인 아내 레미(에이바 가드너 분)와 사이가 나쁘다. 순직한 기사의 미망인에게 지나치게 동정하며 호의를 베푼다고 질투를 하기 때문이다. 마침내 레미는 스튜어트의 변심을 원망하며 자살극 소동까지 벌인다. 다급해진 스튜어트가 의사에게 전화를 걸려는 차에 온 집 안이 흔들거리며 지진이 밀어닥친다.
지진 연구소에서는 48시간 내에 대지진이 있을 것이란 경보를 내리고, 미국 역사상 유례가 없는 대지진으로 온 도시는 혼란과 공포의 도가니가 된다. 고층 빌딩이 붕괴되고 도로는 갈라지며 사방에서 화재가 일어나 시민들은 공포와 절망 속에서 갈팡질팡한다.
미망인은 행방불명이 된 외아들을 찾아 위기일발의 순간에 겨우 구해낸다. 한편 붕괴된 빌딩 지하실에 생매장이 된 수백 명의 목숨을 구하기 위해 스튜어트와 경관 루(조지 케네디 분)는 안간힘을 쓰며 굴을 파는데 마침내 댐까지 무너져 시내는 물바다가 되고 스튜어트는 거센 물에 떠밀려 내려가는 레미를 구하기 위해 뛰어든다. 물론 그것은 자살 행위나 다름이 없으나 인사(人事)를 다하고 천명(天命)에 순(殉)하는 그 나름의 행동 정신이 아름다운 감동으로 마지막을 장식한다.

## 출연진
- 찰턴 헤스턴
- 에이바 가드너
- 조지 케네디
- 론 그린
- 준비에브 뷔조
- 리처드 라운트리
- 마조 고트너
- 배리 설리번
- 로이드 놀런
- 빅토리아 프린시펄
- 월터 매사우
- 페드로 아르멘다리스 주니어
- 존 랜돌프
- 스콧 하일런즈
- 앨런 빈트
- 조지 머독
- 데브럴리 스콧

## 기타 제작진
- 미술: 알렉산더 골리츤, E. 프레스턴 에임스
- 의상: 버턴 밀러
- 특수 효과: 앨버트 휘틀록, 클리퍼드 스타인